# Thubana xanthoteles
Thubana xanthoteles là một loài bướm đêm thuộc họ Lecithoceridae. Loài này có ở Vân Nam in Trung Quốc, Thái Lan, Ấn Độ và Sri Lanka.

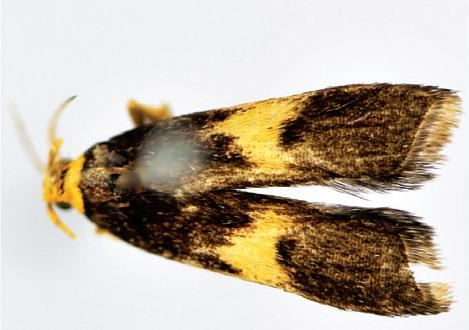

## Hình ảnh

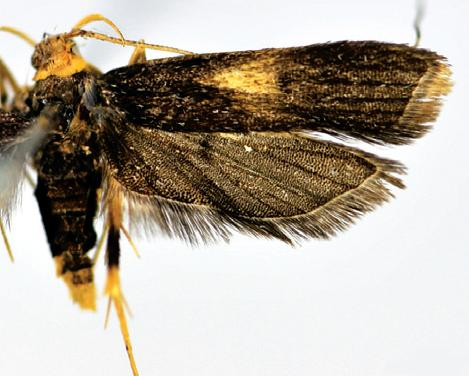